# Australiscutum triplodaemon
Espèce
Australiscutum triplodaemon est une espèce d'opilions eupnois de la famille des Neopilionidae.

## Distribution
Cette espèce est endémique de Nouvelle-Galles du Sud en Australie. Elle se rencontre vers Bostobrick et la forêt d'État de Lower Creek.

## Description
Le mâle holotype mesure 4,07 mm.

## Systématique et taxinomie
Cette espèce a été décrite par Taylor en 2009.

## Publication originale
- Taylor, 2009 : « Australiscutum, a new genus of Monoscutidae (Arachnida: Opiliones) from eastern Australia, with the first record of asymmetrical chelicerae in Opiliones. » Insect Systematics & Evolution, vol. 40, no 4, p. 319-332.